# Multimediaelektroniker
Ein Multimediaelektroniker (früher Radio-TV Elektriker und Audio-Video Elektroniker) führt Reparaturen und Service an Geräten der Unterhaltungselektronik (Radio, TV, CD-Spieler usw.) durch sowie Installationen bei Kunden vor Ort.
Zu seinen Arbeitsgebieten gehören auch Autoradio, -TV, PC und Mac, SAT-Installationen, Multi Room und anderes.
Multimediaelektroniker ist ein Lehrberuf in der Schweiz. Die Ausbildung dauert 4 Jahre und wird mit einem eidgenössischen Fähigkeitszeugnis abgeschlossen.
Das Ausbildungsreglement für den Multimediaelektroniker trat rückwirkend auf den 1. Januar 2000 in Kraft und hob damit das Reglement vom 28. Oktober 1986 über die Ausbildung und die Lehrabschlussprüfung der Audio-Video-Elektroniker sowie das Reglement vom 9. April 1984 der Fernseh- und Radioelektriker auf. Lehren, die vor 1. Januar 2000 begannen, wurden nach dem alten Reglement abgeschlossen.

## Weiterbildungsmöglichkeiten
Berufsprüfung (BP):
- Multimediaelektroniker mit eidg. Fachausweis
- Veranstaltungstechniker mit eidg. Fachausweis
- Tontechniker mit eidg. Fachausweis

Technikerschule (HF):
- Dipl. Techniker HF, z. B. mit Fachrichtung Elektrotechnik, Telekommunikation, Informatik oder Medien

Fachhochschule:
- Bachelor FH in Elektrotechnik
- Bachelor FH in Telekommunikation
- Bachelor FH in Informatik
- Bachelor FH in Systemtechnik
- Bachelor FH in Mechatronik